# Jang Dong-joo
Jang Dong-joo (Hangul: 장동주), es un actor surcoreano.

## Carrera
Es miembro de la agencia "Artist Company" (아티스트컴퍼니). Previamente fue miembro de la agencia JYP Entertainment del 2018 al 2019.
En julio del 2017 apareció como personaje invitado en la serie Criminal Minds, donde interpretó al criminal Park Jae-min.
En diciembre del 2018 se unió al elenco recurrente de la serie My Strange Hero, donde dio vida a Lee Chae-min, un estudiante de la clase Ivy de la escuela "Seolsong School" que frecuentemente intimida a la clase Wildflower.
El 13 de febrero del 2019 se unió al elenco principal de la serie Loss Time Life (로스타임 라이프) donde interpretó a Joo Dong-ha, un miembro del equipo de judo y rival de Kim Yoo-geon (Song Yu-vin), hasta el final de la serie el 14 de febrero del mismo año.
El 10 de mayo del mismo año se unió al elenco principal del especial The Curling Team (못말리는 컬링부) donde dio vida a Pil Goo, el capitán y miembro del equipo de atletas de curling, hasta el final de la serie el 31 de mayo del mismo año.
En julio del mismo año se unió al elenco recurrente de la serie Class of Lies (también conocida como "Mr. Temporary"), donde interpretó a Kim Han-soo, un estudiante de Chunmyung High School que es acusado falsamente de acosar y asesinar a su amiga de la infancia Jeong Soo-ah (Jung Da-eun), hasta el final de la serie el 5 de septiembre del mismo año.
En diciembre del mismo año se anunció que se había unido al elenco de la película Count donde dará vida a Hwan Joo, un joven que comienza a boxear porque no quiere convertirse en un matón callejero.

## Filmografía

### Series de televisión
| Año     | Título                                 | Personaje     | Notas                  |
| ------- | -------------------------------------- | ------------- | ---------------------- |
| 2017    | School 2017                            | Shin Joon-gyu |                        |
| 2017    | Drama Special Season 8: "A Bad Family" | Choi Eun-soo  | 1 episodio             |
| 2017    | Criminal Minds                         | Park Jae-min  | 2 episodios            |
| 2018    | Lemon Car Video                        | Woo Do-young  | 2 episodios            |
| 2018-19 | My Strange Hero                        | Lee Chae-min  |                        |
| 2019    | Drama Special: "The Curling Team"      | Pil-goo       | Serie web, 4 episodios |
| 2019    | Loss Time Life                         | Joo Dong-ha   | 2 episodios            |
| 2019    | Class of Lies                          | Kim Han-soo   |                        |
| 2021    | Let Me Be Your Knight                  | Seo Woo-yeon  |                        |

### Películas
| Año  | Título              | Personaje     | Notas                                                                    | Ref.  |
| ---- | ------------------- | ------------- | ------------------------------------------------------------------------ | ----- |
| 2012 | The Outback         | -             |                                                                          |       |
| 2020 | An Honest Candidate | -             | Junto a Ra Mi-ran, Kim Mu-yeol, Na Moon-hee, On Joo-wan y Jo Han-chul    |       |
| 2020 | Count               | Hwan Joo      | Junto a Jin Sun-kyu, Sung Yu-bin, Oh Na-ra, Ko Chang-seok y Ko Kyu-phill |       |
| 2024 | Handsome Guys       | Lee Seong-bin | Junto a Lee Sung-min, Lee Hee-joon y Gong Seung-yeon                     | [ 9 ] |

### Aparición en videos musicales
| Año  | Grupo | Canción    | Notas               | Ref.   |
| ---- | ----- | ---------- | ------------------- | ------ |
| 2018 | DAY6  | "Shoot Me" | junto a Shin Ye-eun | [ 10 ] |